# Jean Allemane

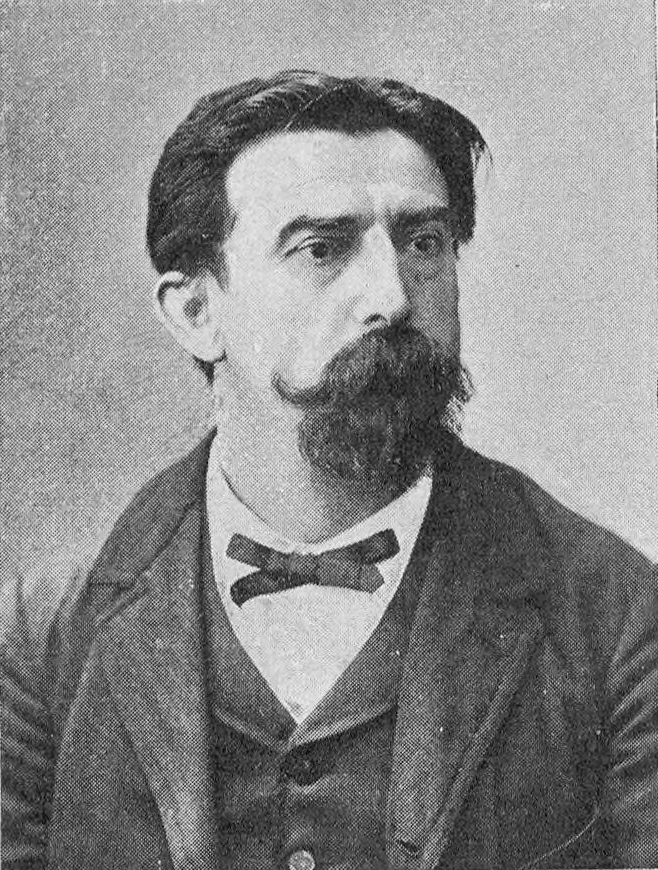
Jean Allemane

Jean Allemane (* 25. August 1843 in Sauveterre-de-Comminges, Département Haute-Garonne; † 6. Juni 1935 in Herblay, Département Seine-et-Oise) war ein französischer sozialistischer Politiker und Veteran der Pariser Kommune von 1871, Pionier des Syndikalismus, Anführer der Parti ouvrier socialiste révolutionnaire (Sozialistisch-Revolutionäre Arbeiterpartei, POSR) und Mitbegründer der Section française de l’Internationale ouvrière (SFIO) im Jahre 1905. Er war Abgeordneter in der nationalen Versammlung der Dritten Französischen Republik.

## Frühes Leben: Arbeiteraktivist und Kommunarde
Jean Allemane wurde in eine Familie der Arbeiterklasse in Südfrankreich geboren. 1853 zog er mit seinen Eltern nach Paris, wo er als Drucker arbeitete. Die schlechten Arbeitsbedingungen, der Einfluss seiner Eltern und die Schriften Pierre-Joseph Proudhons machten aus Allemane einen überzeugten Sozialisten. Er beteiligte sich schon als junger Mensch an Gewerkschaftsaktivitäten (die in Frankreich bis 1906 illegal waren). 1862, 19-jährig, wurde er das erste Mal verhaftet. Er hatte die Druckergewerkschaft gegründet und einen Streik organisiert.
1870 diente Allemane in der Pariser Nationalgarde, wo er Hauptmann wurde. Im Anschluss an Frankreichs Niederlage im Deutsch-Französischen Krieg 1871 beteiligte er sich an dem Aufstand der Pariser Kommune. Er begrüßte auch den Sturz Napoleon III. Innerhalb der Kommune gehörte er zu den Proudhonisten. Allemane kämpfte während des Aufstandes selbst mit der Waffe in der Hand, wurde festgenommen und 1872 zu Zwangsarbeit in Neukaledonien verurteilt.
1876 versuchte er erfolglos zu entkommen. 1878 sollte er an der Niederschlagung der Neukaledonier, die gegen die französische Besatzungsmacht aufbegehrten, teilnehmen, was er verweigerte. 1879 durfte er aufgrund einer Generalamnestie nach Frankreich zurückkehren.

## Sozialistischer Partisan: POF, FTSF, POSR
1880 wurde Allemane Drucker bei der radikalen Zeitung L'Intransigeant, gegründet von Henri Rochefort. Im gleichen Jahr wurde er Gründungsmitglied der französischen Arbeiterpartei Parti ouvrier français (POF), gegründet von Jules Guesde und Paul Lafargue. Guesde und Lafargue waren Marxisten (Lafargue war Karl Marx’ Schwiegersohn), aber die POF war keine homogene marxistische Partei. Allemane sympathisierte mit dem Syndikalist und Proudhon. 1882 unterstützte er den 'Possibilisten' Paul Brousse in seinem Konflikt mit Guesde. Als die Partei in den 1880er Jahren moderater wurde, entfremdete Allemane sich von ihr. In seinem eigenen Journal Parti Ouvrier forderte er einen radikaleren Kurs. Auch favorisierte er direkte Aktionen (Sabotage, Streik, Fabrikbesetzungen) und rein proletarische Vereinigungen, die nicht von Bürgerlichen geführt wurden.
Während der Staatskrise von 1886 bis 1889, als der Nationalist General Georges Boulanger den Staat mit einem Putsch bedrohte, stellte sich Allemane strikt auf die Seite der Republik.
In dieser Zeit ging er eine Allianz mit Brousse ein. Nach der Krise fuhr er mit seinem radikalen Kurs fort und 1890 wurde er aus der FTSF ausgeschlossen. Er gründete seine eigene Partei die Parti Ouvrier Socialiste-Révolutionnaire. Diese Partei rief zu Generalstreiks auf und sah sich Gegenwind von den gemäßigteren Linken ausgesetzt.
Allemanes POSR vereinigte sich Anfang des 20. Jahrhunderts mit Brousses FTSF.
1905 wurde dann die Section française de l’Internationale ouvrière gegründet. Alleman war von 1906 bis 1910 deren Delegierter (für das XI. Arrondissement von Paris). Auch in dieser Zeit arbeitete er weiter als Drucker. 1910 veröffentlichte er Memoiren eines Kommunarden.

## Krieg
Der Ausbruch des Ersten Weltkrieges führte zu einer Spaltung der französischen Linken (ähnlich wie in anderen europäischen linken Parteien auch). Allemane, der sich immer gegen Militarismus ausgesprochen hatte, stellte sich auf die Seite der französischen Regierung und wurde ein Befürworter des Krieges.
1917 begrüßte er die Februarrevolution. Er sah Lenin skeptisch, begrüßte jedoch auch die Oktoberrevolution. Nach dem Sieg Frankreichs 1918 kehrte er wieder zu seinen radikalen linken Positionen zurück.

## Nachkriegszeit
1920 fand der Parteitag Allemans Partei statt. Hier spaltete sich die Partei über die Frage, ob man sich Lenin und der dritten Internationalen anschließen sollte. Die Mehrheit befürwortete diesen Schritt und man benannte die Partei in Kommunistische Partei Frankreichs (PCF) um. Allemane stimmte zwar für die Internationale, trat der PCF dann aber nicht bei. In den 1920er Jahren rückte er in die Nähe von Gustave Hervé Nationalsozialistischer Partei. Die Partei, die ursprünglich von Sozialisten gegründet worden war, die während des Krieges den Krieg befürwortet hatten, rückte in der folgenden Zeit immer mehr in Richtung Faschismus. Allemane beteiligte sich nicht an den Aktivitäten dieser Partei, sondern widmete sich den Rest seines Lebens der Arbeit seiner Freimaurerloge. Er war Mitglied beim Grand Orient de France,  1935 starb er in Herblay in Seine-et-Oise. Er liegt auf dem Pariser Friedhof Père-Lachaise begraben.